# 希斯录
亚历山大·希斯录（Alexander Hislopeel，1807年—1865年3月17日） 是一名苏格兰自由教会牧师，以批评罗马天主教著称。他的父亲史蒂芬·希斯录（Stephen Hislop，1837年逝世）的职业是工头，也是苏格兰长老会的一位长老。亚历山大·希斯录弟弟的名字也叫史蒂芬·希斯录（1817–1863），在当时因为到耶路撒冷传教和研究博物学而广为人知。
他写过几本著作，其中最著名的一本是《两个巴比伦》。 

## 两个巴比伦
此书最初在1853年出版，当时是一本小册子，以后在1858年经过增订成书。